# Куриэль, Эудженио
Эудженио Куриэль (итал. Eugenio Curiel; 11 декабря 1912, Триест, Италия — 24 февраля 1945, Милан, Италия) — видный деятель итальянского рабочего движения, один из руководителей Движения Сопротивления в Северной Италии (1943—1945), журналист, редактор, физик.

## Биография
Родился в обеспеченной еврейской семье. Сын инженера. В 1929—1931 годах изучал инженерное дело во Флорентийском университете  В 1931 году перешёл в Политехнический университет Милана, но через несколько месяцев вернулся во Флоренцию, где занялся теоретической физикой.
В 1933 году окончил Падуанский университет и был оставлен на кафедре преподавателем физики и математики. Некоторое время интересовался антропософией Рудольфа Штайнера, затем философией Канта, Фихте, Гегеля и Бенедетто Кроче, анархо-синдикализмом и трудами Жоржа Сореля, пока не пришёл к марксизму через знакомство с «Манифестом Коммунистической партии» Маркса и Энгельса и с «Что делать?» Ленина.
В 1935 году участвовал в организации подпольной коммунистической ячейки в университете. Установил контакт с Эмилио Серени. Группа издавала подпольные листовки и материалы, устанавливала контакты с рабочими. В 1939 году арестован и осуждён на 5 лет ссылки, но его группа продолжила свою деятельность. Освобожденный в августе 1943 года после падения фашистской диктатуры, Э. Куриэль стал одним из главных редакторов подпольных изданий компартии «Унита» (L’Unità) и «Ностра лотта» («La nostra lotta»). Талантливый учёный, мыслитель, он лично был привержен диалогу между левыми антифашистами и разработке современных политических предложений.
Организатор и руководитель Антифашистского фронта молодёжи (итал. Fronte della Gioventù).
Был зверски убит на улице Милана фашистами-чёрнобригадовцами. Его насильственная смерть лишила Антифашистский фронт молодёжи лидера.
Его двоюродный брат — Анри Куриэль.